# Frans Geurtsen
Frans Geurtsen (* 7. Februar 1942 in Utrecht; † 12. Dezember 2015 in Alkmaar) war ein niederländischer Fußballspieler des Utrechter Vereins Velox und von Door Wilskracht Sterk (DWS) aus Amsterdam.

## Karriere
Geurtsen startete seine Karriere als Stürmer bei Velox in seiner Geburtsstadt Utrecht, mit denen er 1962 Meister der Tweede Divisie wurde und in die Eerste Divisie aufstieg. Im folgenden Jahr wurde er in die Stadtauswahl Stad Utrecht berufen, die im Messestädte-Pokal antrat. Dabei erzielte er für seine Geburtsstadt drei der sechs Treffer gegen Tasmania Berlin und das einzige Tor gegen Hibernian FC.
1963 wechselte Geurtsen zu Door Wilskracht Sterk, bei denen er in acht Saisons insgesamt 94 Tore in 190 Spielen erzielte. In dieser Zeit wurde er mit DWS 1964 Niederländischer Fußballmeister und wurde in den Saisons 1963/64 und 1964/65 Torschützenkönig der Eredivisie. Im Europapokal der Landesmeister erreichte er mit der Mannschaft das Viertelfinale. Geurtsen erzielte in der Vorrunde gegen Fenerbahçe Istanbul und in der ersten Runde gegen Lyn Oslo zwei Tore.
Geurtsen lief einmal (1964) für die niederländische Fußballnationalmannschaft auf, wobei er gegen Albanien kurz vor Schluss das 2:0 erzielte.
Im Alter von 29 Jahren (1971) beendete er seine aktive Karriere.

## Erfolge
- Niederländischer Fußballmeister: 1964
- Torschützenkönig:
  - 1963/64: 28 Tore
  - 1964/65: 23 Tore